# Chapman (cràter)
Chapman és un cràter d'impacte que es troba just més enllà de la vora del nord-oest de la cara oculta de la Lluna respecte a la Terra. Es troba al nord-est del cràter Rynin, i cap al sud de la gran plana emmurallada del cràter Poczobutt.

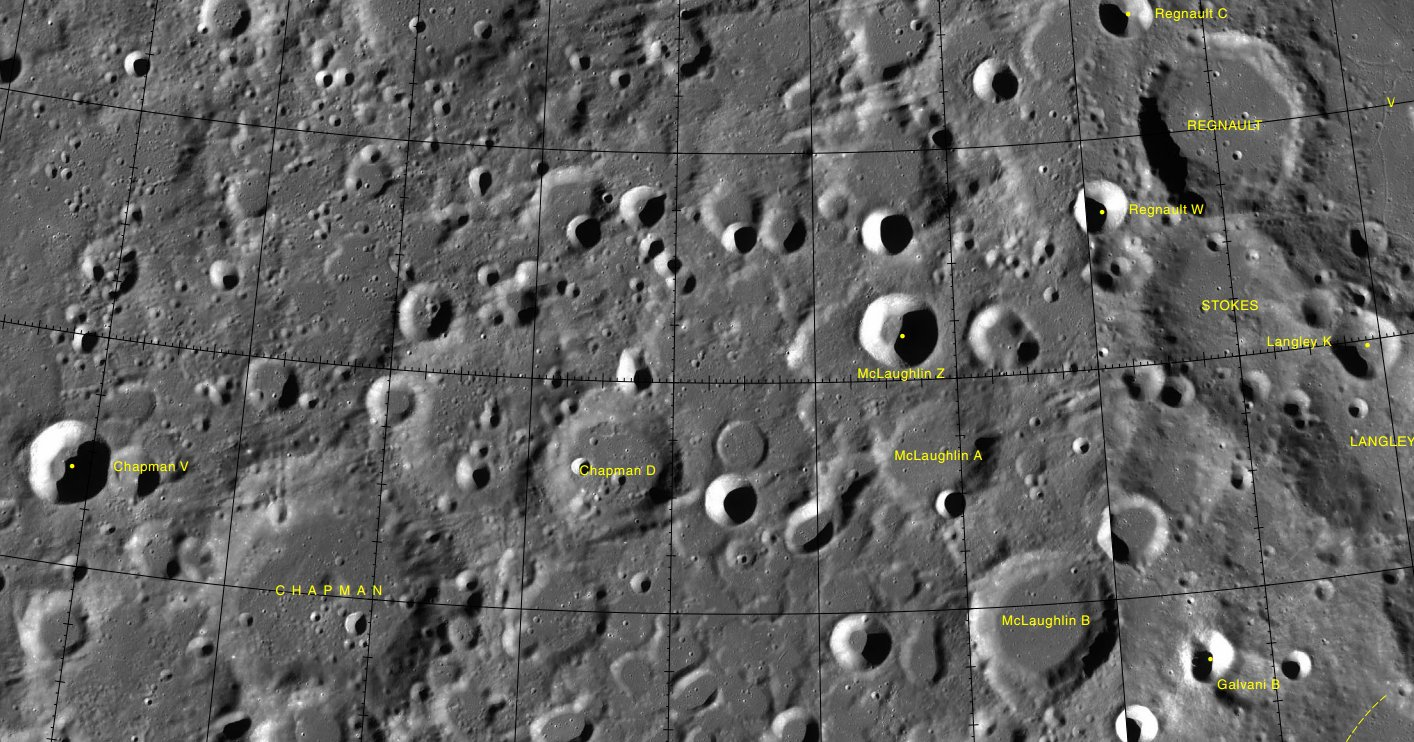
Localització de Chapman (a baix a l'esquerra).
Fotografia de la missió Lunar Reconnaissance Orbiter.

Es tracta d'una formació d'edat considerable, erosionada i amb el seu relleu suavitzat i degastat pels impactes, que actualment presenta l'aspecte d'una depressió amb una configuració similar a un bol. La vora és de forma circular al llarg de la major part del seu perímetre, però és envaït al llarg del bord sud per Chapman W. Hi ha una depressió en forma de cràter sense nom en la superfície unida al bord sud-oest, sent aquí el seu perfil més baix i més estret que en la paret interna restant.
Diversos cràters petits es localitzen al llarg de la vora exterior i la paret interior, amb un parell d'ells units formant una esquerda en la vora occidental. Apareix una fissura prima en la paret al llarg de l'interior del costat nord-oest, que corre des de la vora occidental cap al nord. El sòl interior del cràter és relativament pla i sense trets significatius en comparació del terreny accidentat que ho envolta, encara que està picat de veroles per diversos impactes petits en el quadrant sud-est.

## Cràters satèl·lit
Per convenció aquests elements són identificats en els mapes lunars posant la lletra en el costat del punt mitjà del cràter que està més prop de Chapman.
|         | \| Chapman \| Coordenades \| Diàmetre \| \| ------- \| -------------------------------------- \| -------- \| \| D \| 51° 24′ N, 96° 48′ O / 51.4°N,96.8°O \| 39 km \| \| M \| 49° 00′ N, 100° 42′ O / 49.0°N,100.7°O \| 38 km \| \| V \| 51° 00′ N, 103° 48′ O / 51.0°N,103.8°O \| 21 km \| |          |
| Chapman | Coordenades | Diàmetre |
| D       | 51° 24′ N, 96° 48′ O / 51.4°N,96.8°O | 39 km    |
| M       | 49° 00′ N, 100° 42′ O / 49.0°N,100.7°O | 38 km    |
| V       | 51° 00′ N, 103° 48′ O / 51.0°N,103.8°O | 21 km    |